# 新世紀エヴァンゲリオン 学園堕天録
『新世紀エヴァンゲリオン 学園堕天録』（しんせいきエヴァンゲリオン がくえんだてんろく）は、原作：GAINAX・カラー、作画：眠民の漫画。『新世紀エヴァンゲリオン』を原作とした、外伝作品の一つである。『月刊Asuka』にて2007年10月号から2009年10月号まで連載された。単行本全4巻。

## 概要
本タイトルの「エヴァンゲリオン」とは、この作品では劇中に登場する監視者たちの「意思の形」たる武器＝神器（エヴァ）のことである。1巻のあとがきで作者の眠民が「このエヴァはフィクションであり実在のエヴァ設定とはほとんど関係ありません。」と述べているように、これまでの公式スピンオフ作品と異なり、キャラクターの性格や一部の演出を除き、テレビ版のイメージと全く異なる世界観を打ち出しているのが特徴である。なお、当初の連載告知ではタイトルが『新世紀エヴァンゲリオン 学園黙示録』となっていた。

## ストーリー
監視者（シェムハザ）に選ばれた碇シンジは、世界を崩壊へと導く使徒の実態であるコア（玉）を回収するよう命じられる。仲間のコアを助けようとする使徒と、それを阻止しコアを回収しようとする監視者たちの世界の命運を賭けた壮絶な戦いが始まる。

## 登場人物

### 監視者（シェムハザ）
監視者は、使徒に対抗するため「組織」によってつくられた「仕組まれた子供」である。神器のコアデータを体内に取り込むことで常人をはるかに上回る運動能力を有し、またA.T.フィールドを操ることによって身を護ることができる。その多くは人工授精によって作られるため両親はおらず、また使徒と戦うまでは組織の外に出ることもない。両親が存在し、かつ組織の外で育ったシンジは、監視者としては例外に属する。
なお、名前の由来となったシェムハザの本来の意味は、堕天使の一人の名で、「神の子・監視者」という意味を持つ堕天使集団「グリゴリ」のサブリーダーである。
碇シンジ
NERV学園に通う中学生。母はシンジが幼いころに他界。父の碇ゲンドウは海外赴任中と知らされている。6歳の時に両親と離別し以降、11歳の時まで孤児院で育ち感情の欠落した子供となったが、かつての父の部下であった加持リョウジに引き取られてからは、友達付き合いのよい感情豊かな少年に育った。ふとした偶然から使徒のコアを手に入れ、次いでカヲル・レイと使徒アラエル、ラミエルとの戦いに巻き込まれたことで監視者としての能力に目覚める。神器は銃。監視者の能力を扱うことにはまだ慣れていない。
渚カヲル
シンジのクラスにやってきた転校生。神器は剣。人なつこく、またいろいろな物事に好奇心を示すが、常識に欠けるところもあって変人扱いされている。監視者としては未熟なシンジを導くことに使命感を持っている。幼いころのシンジと面識があるらしく、そのためもあってシンジに対する好意は厚い。傷の治りが異様に速いなど、他の3人の監視者とは異なる独自の能力がある。
綾波レイ
シンジと同じクラスに通う中学生。神器は槍（原作のロンギヌスの槍と同様の形状）。物事に動じることのない性格で無表情だが、天然ボケの気も強い。使徒と戦うことにのみ自らの存在意義を見いだしているが、自分のものではない「成長記録」を常に読むことで他者への興味を示し始めるなど変化の兆しも見られる。シンジから好意を寄せられている。
惣流・アスカ・ラングレー
シンジと同じクラスに通う中学生。神器は鞭で、戦闘時にはグローブを装着する。組織の人間であった両親を持ち、以前に少しの間他の学校に通った経験があるなど、監視者の中では例外的な存在。自らの能力と使命に誇りを抱いており、戦う覚悟を決められなかったシンジを最初は見下していた。学園では猫を被っていたが、シンジを仲間と認めてからは強気な性格を隠さなくなった。

### その他
鈴原トウジ
シンジの同級生。ミサトにはシンジ・ケンスケと合わせて「3バカトリオ」と呼ばれているが、カヲル・レイ・アスカを「変人集団」と呼んでいる。
相田ケンスケ
シンジの同級生。パソコンやオカルト、怪談に詳しい。
洞木ヒカリ
シンジたちのクラスの委員長。アスカと仲がよく、トウジに心を惹かれている。
葛城ミサト
NERV学園の教師で、シンジたちの担任。かつては組織のメンバーで、加持とは腐れ縁がある。
加持リョウジ
シンジの同居人兼保護者であるジャーナリスト。かつては組織の研究員であり、上司であったゲンドウの依頼によりシンジを世話している。家を空けることが多く、シンジからは「どっちが世話してんだ」と言われているが、密かに組織に絡んだ調査をしている。
赤木リツコ
NERV学園の養護教諭。
碇ゲンドウ
シンジの父親。8年前の研究所の事故で死亡したとされているが、その後加持に密かにシンジのことを託すなど、存在を秘匿しながら行動している。
司令
組織の長で、カヲルたち監視者に指示を出している。能力に覚醒したシンジに監視者としての使命を伝え、神器を与えた。
チェチーリア・ディ・ヌォーヴォ
ネルフ学園初等部に在籍する少女。日本人とイタリア人の世界的オペラ歌手の両親の間に生まれた歌唱の天才。ラミエルとの戦いの場に居合わせたところをシンジに助けられる。愛称はセス。
マコト・ディ・ヌォーヴォ
チェチーリアの双子の兄で、妹同様歌唱の天才として史上最年少で国際コンクールを制覇している。

## 用語
財団法人NERV学園（ざいだんほうじんネルフがくえん）
小中高一貫教育を行う、都内でも有数のエリート校。普通科・国際科・芸術科・体育科などがある。キリスト教の学校らしいが、校内地下の空間には司令が監視者たちに啓示を与える場所がある。
MAGI（マギ）
15年前に天使の掲示を受けたとされる男。「MAGIの予言」としてネット上で有名であり、その約束の日にシンジは監視者としての能力に目覚めた。実際は組織による、使徒の情報を得るための欺瞞情報であった。
世界樹（イグドラシル）
今の次元を支える礎。使徒（コア）によって世界樹は安定していたが、現在そのコアの一部が失われている。世界樹が枯れると次元が混ざり合い世界は混沌と化してしまうといわれる。

### 使徒（しと、コア）
地上を崩壊させ、人類を破滅へと導く最大の脅威とされる者。コア（玉）が実体であり、器として人間などに取り憑くことで肉体を得る。それぞれの使徒には固有の能力があり、それを駆使して監視者と戦う。世界樹を護る役割から逃れたいというのが各使徒の共通の意思であり、そのために協調している。
アラエル　
カラスに寄生していたが、レイの槍によって倒された。
ラミエル
雷を操る能力を持つ。若い男に寄生し、アラエルのコアを奪回するためシンジたちの前に姿を現す。レイとカヲルに重傷を負わせるが、覚醒したシンジの能力によって深手を負う。その後、若い女性に改めて寄生し再度シンジを襲うが、アスカによって追い込まれたところをカヲルとレイにとどめを刺された。
イスラフェル　
使徒たちが監視者の情報を掴めない中、寄生先の人間の妹を通していち早くネルフ学園に目をつけた。黒猫と行動を共にしている。
ゼルエル
コンピュータゲームのプログラマー美森に寄生し、ケンスケを通じてネルフ学園中等部にオンラインゲームを流行らせた。そのゲームをプレイした生徒たちが次々に昏睡していく。
シャムシエル　
寄生先にツキがなく数度の転移を繰り返し、現在は美森＝ゼルエルの妹に寄生中。ゼルエルを力バカと呼ぶ。
レリエル　
他の使徒に様々な指示を出しているが、自らは積極的な行動をしていない。
イロウル　
ゼルエルに「体と居場所」と与えられ、イスラフェルによってネルフ学園のシステム内に送り込まれた。

## 単行本

### 日本
| 巻  | 初版発行日     | ISBN              | 収録内容                                              | 初出 |
| --- | -------------- | ----------------- | ----------------------------------------------------- | --- |
| 1巻 | 2008年3月26日  | 978-4-04-854157-2 | 第壱回 第弐回 第参回 第肆回                           | 月刊Asuka2007年10月号 月刊Asuka2007年11月号 月刊Asuka2007年12月号 月刊Asuka2008年1月号                                           |
| 2巻 | 2008年10月25日 | 978-4-04-854210-4 | 第伍回 第六回 第七回 第八回 第九回 第拾回             | 月刊Asuka2008年2月号 月刊Asuka2008年3月号 月刊Asuka2008年4月号 月刊Asuka2008年5月号 月刊Asuka2008年6月号 月刊Asuka2008年8月号    |
| 3巻 | 2009年3月26日  | 978-4-04-854302-6 | 第拾壱回 第拾弐回 第拾参回 第拾肆回 第拾伍回 第拾六回 | 月刊Asuka2008年9月号 月刊Asuka2008年10月号 月刊Asuka2008年11月号 月刊Asuka2008年12月号 月刊Asuka2009年2月号 月刊Asuka2009年3月号 |
| 4巻 | 2009年12月26日 | 978-4-04-854407-8 | 第拾七回 第拾八回 第拾九回 第弐拾回 第弐拾壱回 最終回 | 月刊Asuka2009年5月号 月刊Asuka2009年6月号 月刊Asuka2009年7月号 月刊Asuka2009年8月号 月刊Asuka2009年9月号 月刊Asuka2009年10月号   |

### 台湾
台湾国際角川書店より出版。単行本レーベルは『Kadokawa Comics Girl Series』。
- 新世紀福音戰士 學園墮天錄 1（2009年6月23日出版、ISBN 978-986-237-157-2）
- 新世紀福音戰士 學園墮天錄 2（2009年10月14日出版、ISBN 978-986-237-352-1）
- 新世紀福音戰士 學園墮天錄 3（2010年5月26日出版、ISBN 978-986-237-688-1）
- 新世紀福音戰士 學園墮天錄 4（2010年7月10日出版、ISBN 978-986-237-756-7）

### カナダ・アメリカ
ダークホースコミックスより出版。
- Neon Genesis Evangelion: Campus Apocalypse 1（2010年9月1日出版、ISBN 978-1-59582-530-8）
- Neon Genesis Evangelion: Campus Apocalypse 2（2011年1月1日出版、ISBN 978-1-59582-661-9）
- Neon Genesis Evangelion: Campus Apocalypse 3（2011年3月30日出版、ISBN 978-1-59582-680-0）
- Neon Genesis Evangelion: Campus Apocalypse 4（2011年7月12日出版、ISBN 978-1-59582-689-3）